# ドナルドダック (小惑星)
ドナルドダック (12410 Donald Duck) は小惑星帯に位置する小惑星。イタリアのソルマーノ天文台でピエロ・シーコリとピエランジェロ・ゲッツィが発見した。
ディズニーアニメのキャラクター、ドナルドダックから命名された。